# Croth
Croth – miejscowość i gmina we Francji, w regionie Normandia, w departamencie Eure.
Według danych na rok 1990 gminę zamieszkiwały 1143 osoby, a gęstość zaludnienia wynosiła 109 osób/km² (wśród 1421 gmin Górnej Normandii Croth plasuje się na 192. miejscu pod względem liczby ludności, natomiast pod względem powierzchni na miejscu 322.).
W Croth urodził się bł. ks. Jakub Laval (1803-1862), misjonarz na wyspie Mauritius.